# Georges Aubert (industriel)
Pour les articles homonymes, voir Georges Aubert et Aubert.

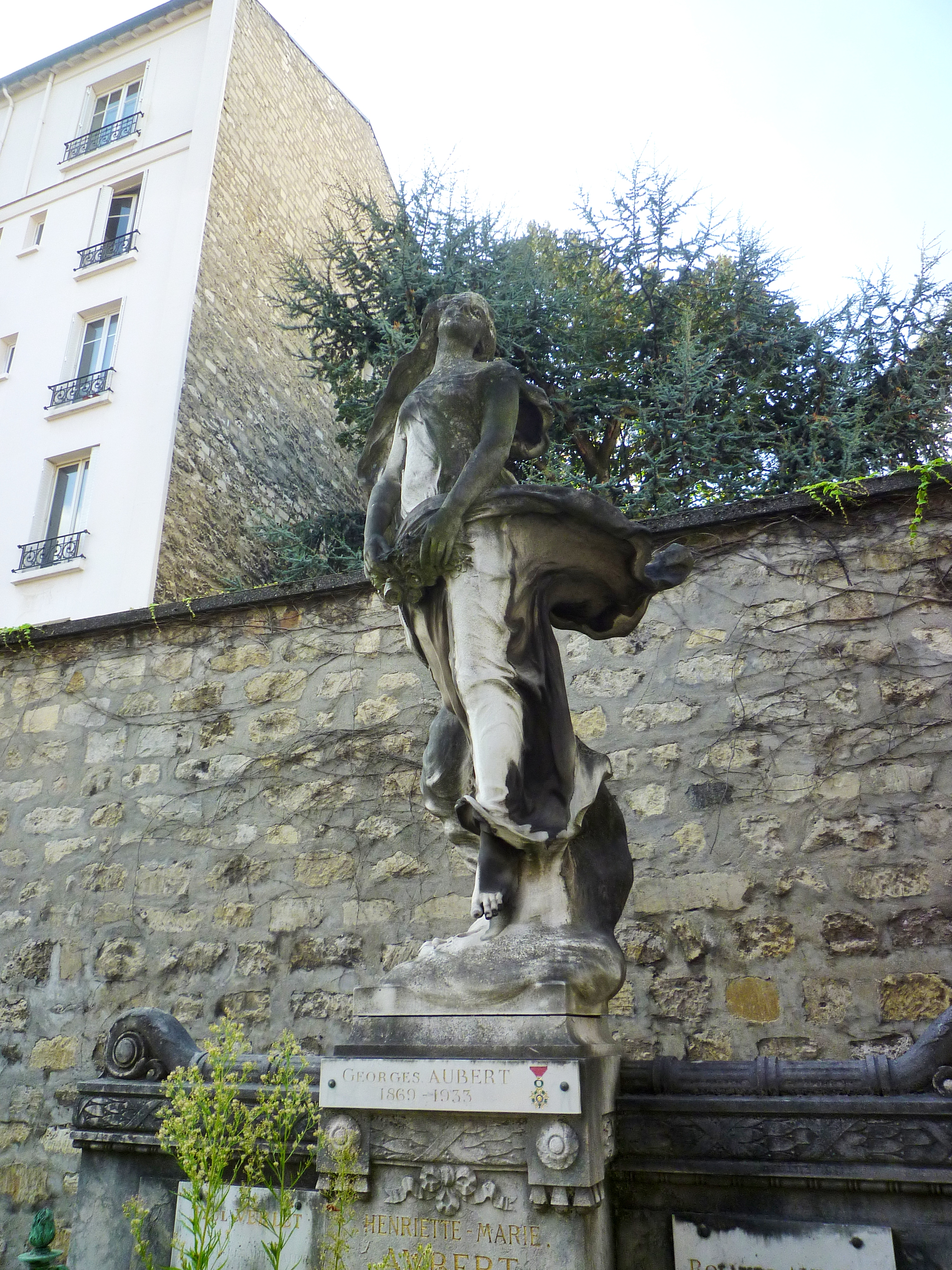
Tombe de Georges Aubert au cimetière de Passy (Paris).

Georges-Édouard Aubert (Châtillon, 1er juillet 1869 - Casablanca, 19 mars 1933) est un industriel et financier français, qui fut conseiller au commerce extérieur et un investisseur important dans la haute couture. 

## Parcours
Né de Félicie-Esther Pautex et de Jacques-Claude Aubert, négociant à Paris, Georges-Édouard Aubert obtient une licence en droit et se spécialise à la fin des années 1890 dans le commerce international. 
En tant que conseiller et administrateur de différentes grandes sociétés exportatrices françaises, il effectue de nombreux voyages aux États-Unis mais aussi en Afrique du Sud. En 1898, il commence à publier quelques essais chez Flammarion, qui sera son principal éditeur. Ses écrits se révèlent être des analyses claires et argumentées sur les faiblesses et les retards du commerce extérieur français. Il est rapidement mis en rapport avec le gouvernement qui le charge de diverses missions diplomatiques en tant que conseiller du commerce extérieur de la France.
En 1904, il est membre du jury pour l'Exposition universelle de Saint-Louis. Expert désormais reconnu des échanges internationaux, il publie La Finance américaine en 1910, ouvrage dans lequel il retrace de façon précise l'origine des grandes fortunes financières américaines et revient sur la panique de 1907. Durant l'année 1912, il donne une série de conférences dans le monde sur des questions financières.
En 1914, Aubert fut l'un des promoteurs d'une « banque française du commerce extérieur » mais qui ne vit pas le jour. Pendant la Première Guerre mondiale, il est consul honoraire, toujours chargé de mission sur les questions commerciales internationales.
Durant les années 1920, Aubert se met à investir une grande partie de sa fortune dans la haute couture parisienne. Il prend ainsi la direction administrative et financière en 1924 de la maison Germaine Patat, puis de Paul Poiret (qu'il ferme en 1929), Maison Agnès, Georges Dœuillet et Doucet (qu'il rapproche en une même entité) et de Drecoll & Beer. Il était aussi propriétaire de la Distillerie Paul Boulanger (Pantin).
Il fut dès les années 1910 en amitié avec le couturier Georges Dœuillet : c'est par Aubert que Benjamin Guggenheim put investir dans la maison Dœuillet.
En 1925, Aubert reçoit la Légion d'honneur.
Peu avant la crise de 1929, il crée les nouvelles sociétés Dœuillet-Doucet et Agnès-Drecoll et se retrouve face à la banque Oustric, qui, via la Holding française (et Riccardo Gualino, fondateur de la SNIA Viscosa), tente de mettre la main sur les maisons de haute couture française. 
L'affaire Oustric en novembre 1929 frappe durement ses investissements, ce qui ne l’empêche pas de faire appel au marché financier entre 1930 et 1932. Aubert meurt l'année suivante. Il est inhumé au cimetière de Passy (Paris).
Dœuillet-Doucet sera toutefois liquidée en 1937, sans repreneur, et Agnès-Drecoll, revendu en 1937, disparaît en 1963.
Georges Aubert, dont la devise était ad officium voluntas, possédait un immeuble de prestige au 33 avenue Hoche, où il vivait.

## Écrits
- Transvaal. Situation commerciale, industrielle et financière de la République Sud-Africaine en 1897, P. Dupont, 1898.
- L'Afrique du Sud, lettre-préface par M. Amédée Prince, Flammarion, 1898.
- A quoi tient l'infériorité du commerce français. Comment y remédier ?, Flammarion, 1900.
- Le Transvaal et l'Angleterre en Afrique du Sud, Flammarion, 1900 (éd. de 1898 augmentée).
- Les nouvelles Amériques, notes sociales et économiques. États-Unis, Mexique, Cuba, Colombie, Guatemala, etc., Flammarion, 1901.
- La Finance américaine, Flammarion, 1910 sur Gallica, avec son portrait.
- Études financières : 1°Le Marché financier américain ; 2°Le Crédit du Brésil en France et en Angleterre ; 3°Quelques réflexions financières à la suite d'un voyage au Brésil et en République Argentine ; 4°Les spéculations de terrains et les placements immobiliers à Buenos-Ayres et en République Argentine, par l'Auteur, 1912
- La folie franco-allemande : étude contemporaine. 1914, préface de M. Raphaël-Georges Lévy, Flammarion [1919].

## Distinctions
- Chevalier de la Légion d'honneur (1925)